# Wetboek van Strafvordering (Nederland)
Het Wetboek van Strafvordering (afgekort tot Sv.)  bepaalt hoe strafbare feiten vervolgd worden (formeel strafrecht). Wat de strafbare feiten zijn en welke straffen ervoor kunnen uitgesproken worden, is te vinden in het Wetboek van Strafrecht (materieel strafrecht). Deze twee wetboeken vormen de basis van het Nederlandse strafrecht.

## Indeling
Indeling en voorbeelden van titels en bepalingen:
- Opschrift
- Aanhef
- Eerste Boek: Algemeene bepalingen. Artikelen 1-138c
  - Titel I. Strafvordering in het algemeen
    - Vierde afdeeling. Beklag over het niet vervolgen van strafbare feiten.  Artikelen 12-13a (zie artikel 12 Sv-procedure)

  - Titel IV, Eenige bijzondere dwangmiddelen - algemene dwangmiddelen zoals aanhouding, inbeslagneming en doorzoeking
  - Titel IVA bijzondere bevoegdheden tot opsporing
  - Titel V bevoegdheden voor de opsporing voor het onderzoek naar het beramen of plegen van ernstige misdrijven in georganiseerd verband
- Tweede Boek: Strafvordering in eersten aanleg. Artikelen 139-398  
  - Titel IID Gedragsaanwijzing ter beëindiging van ernstige overlast (nieuwe titel, ingevoerd in 2010 als onderdeel van de Voetbalwet)
- Derde Boek: Rechtsmiddelen. Artikelen 399-481
- Vierde Boek: Eenige rechtsplegingen van bijzonderen aard. Artikelen 482-552vv
- Vijfde Boek. Internationale en Europese strafvorderlijke samenwerking. Artikelen 5.3.1-5.3.20
- Zesde Boek: Tenuitvoerlegging en kosten. Artikelen 553-593
- Slotformulier en ondertekening

Zie ook opsporingsbevoegdheden.

## Aanwijzingen en richtlijnen voor strafvordering
De Aanwijzing Kader voor Strafvordering bevat een puntensysteem voor strafvordering. Daarop aansluitend is er per delict een Richtlijn voor strafvordering. Verder is er de Richtlijn voor strafvordering feitgecodeerde misdrijven en overtredingen. Zie ook boete. De aanwijzingen en richtlijnen zijn besluiten van het College van Procureurs-Generaal, dat is het bestuur van het openbaar ministerie. Het openbaar ministerie is in Nederland belast met de vervolging van strafbare feiten. De aanwijzingen en richtlijnen binden de bij het openbaar ministerie werkzame personen, zoals officieren van justitie en advocaten-generaal, maar zij binden niet de rechter. De rechter is alleen gebonden aan wettelijke voorschriften, zoals wetten die door de Staten-Generaal zijn vastgesteld en daarop gebaseerde wettelijke voorschriften.

## Bepalingen afhankelijk van de maximale gevangenisstraf
Diverse bepalingen in het Wetboek van Strafvordering refereren aan de maximale gevangenisstraf, bijvoorbeeld:
Artikel 67 bepaalt dat een bevel tot voorlopige hechtenis onder meer kan worden gegeven in geval van verdenking van een misdrijf waarop naar de wettelijke omschrijving een gevangenisstraf van vier jaren of meer is gesteld.
Dit gebeurt ook indirect, bijvoorbeeld:
Artikel 54 bepaalt dat ook buiten het geval van ontdekking op heterdaad de officier van justitie bevoegd is de verdachte van enig strafbaar feit waarvoor voorlopige hechtenis is toegelaten, aan te houden en naar een plaats van verhoor te geleiden; hij kan ook diens aanhouding of voorgeleiding bevelen. Ook de hulpofficier van justitie is bevoegd tot het afgeven van bevel van aanhouding buiten heterdaad, mits het niet mogelijk is het besluit van de officier van justitie af te wachten.

## Modernisering
Het ministerie van Justitie en Veiligheid is in 2014 gestart met de modernisering van het Wetboek van Strafvordering. In 2017 zijn de eerste voorstellen voor alle zes de boeken van het wetboek gepubliceerd en startte de consultatie. In 2019 zijn de voorstellen naar de Raad van State gestuurd voor advies. Aanhangig in de Eerste Kamer zijn in 2025 de eerste zes boeken van het nieuwe Wetboek van Strafvordering. Boek 7 en 8 komen later. Boek 2, Het opsporingsonderzoek, is verreweg het meest omvangrijk.